# Bangunan Tabung Haji
La Bangunan Tabung Haji est un gratte-ciel de 157 mètres de hauteur construit en 1984 à Kuala Lumpur, en Malaisie. L'immeuble est de forme hyperboloide. C'est le premier gratte-ciel de ce type à avoir été construit dans le monde.
Il abrite des bureaux sur 38 étages.
L'architecte est l'agence malaisienne Hijjas Kasturi Associates